# Вукашин Браїч
Вукашин Браїч (Вукашин Брајић, 9 лютого 1984) — боснійський співак.
Став відомим завдяки участі в реаліті-шоу Операція Тріумф 2008/2009 року, в якому брали участь співаки з Боснії і Герцеговини, Сербії, Хорватії, Чорногорії та Республіки Македонії, і на якому він посів друге місце.
2010 року представляє Боснію і Герцоговину на пісенному конкурсі Євробачення 2010 в Осло з піснею «Lightning and Thunder».

## Біографія
Народився в місті Санські Міст, Боснія і Герцеговина. Має молодшого брата Ненада і молодшу сестру Невену. Музикою цікавився вже в ранньому дитинстві, коли від батьків у третьому класі він зажадав, щоб його записали в музичну школу, але на це у воєнний час не було можливості. Саме через війну сім'я Вукашіна в 1995 році переселилася з Боснії і Герцеговини до Сербії, в Малий Пожаревац, Сопот, де вони залишилися на один рік, після чого переселилися в місто Чачак, в якому сім'я Браїч живе донині.
У місті Чачак Вукашин закінчив початкову школу і гімназію. У місті Чачак почав займатися музикою. Хоча його батьки не могли забезпечити йому музичну освіту, Вукашин сам навчався за допомогою книг та інтернету. Таким чином він почав грати на клавікордах і гітарі, яку він отримав в 15 році від дядька, після чого він сказав сім'ї: «Прийде день, і ця гітара всіх вас буде годувати». Крім цього, він став членом хору, танцював у танцювальному клубі, став членом Драматичного клубу літературної молоді.
Таким чином він отримав перший досвід у публічних виступах та змаганнях. Коли йому виповнилося 19 років, він покинув місто Чачак, переїхавши в Неготін, де він вступив у Педагогічний інститут, в якому він навчався сценічних рухів, музиці і співу. Дипломна робота залишилась досі невиконаною, оскільки він почав займатися музичною кар'єрою.
2008 року Вукашин Браїч пройшов відбір до реаліті-шоу Операція Тріумф. На звітних концертах конкурсу він виступав в дуеті із зірками Балкан. Здобув друге місце і став відомим широкій аудиторії. На пісенному конкурсі Євробачення 2010 пройшов у фінал.